# Liste der BMC-Projekte
BMC war ein britischer Automobilhersteller, der Autos der Marken Austin, Austin-Healey, Innocenti, MG, Morris, Riley, Vanden Plas und Wolseley herstellte. Später kamen dann noch Jaguar und Daimler dazu und die BMC wurde zur BMH. In der Folge kam es zur Fusion mit Leyland, zu denen bereits die Marken Rover, Standard und Triumph gehörten. Das Ergebnis hieß dann BLMC.

## ADO-Nummern
Mitte der 1950er-Jahre bis Ende der 1970er-Jahre wurden neue Fahrzeuge unter ADO-Nummern entwickelt (ADO = Amalgamated Drawing Office) und dann unter den oben genannten Markennamen herausgebracht, wobei sich die Fahrzeuge der einzelnen Konzernmarken oft nur durch das Firmenemblem unterschieden (siehe auch Badge-Engineering).
| Nummer | Projekt | Entwicklung  | Produktion   |
| ------ | --- | ------------ | ------------ |
| ADO6   | Austin FX4 | 1956–1959    | 1959–1971    |
| ADO8   | Austin A40 Farina I | 1956–1958    | 1958–1961    |
| ADO9   | Austin A55 Cambridge, Di Tella 1500 / Traveller / Argenta, MG Magnette Mark III, Morris Oxford Series V, Riley 4/68, Wolseley 15/60             | 1956–1958    | 1958–1961    |
| ADO10  | Austin A99, Wolseley 6/99 | 1956–1959    | 1959–1961    |
| ADO12  | Hydrostatisches Getriebe für Austin A35 | Mitte 1950er | –            |
| ADO13  | Austin-Healey Sprite Mark I | 1956–1958    | 1958–1961    |
| ADO14  | Austin Maxi, Leyland Maxi | 1964–1969    | 1969–1981    |
| ADO15  | Austin Mini, AUTHI Mini, Morris Mini, Riley Elf, Wolseley Hornet                                                                                | 1957–1959    | 1959–1969    |
| ADO16  | Austin 1100/1300, Innocenti IM3/IM3S/J4, MG 1100/1300, Morris 1100/1300, Riley Kestrel/1300, Vanden Plas Princess 1100/1300, Wolseley 1100/1300 | 1957–1962    | 1962–1974    |
| ADO17  | Austin 1800/2200, Morris 1800/2200, Wolseley 18/85 / Six                                                                                        | 1958–1964    | 1964–1975    |
| ADO19  | Austin Ant | 1967–1968    | –            |
| ADO20  | Austin Mini Clubman, Innocenti 90/120, Leyland Mini, Morris Mini Clubman                                                                        | 1968–1969    | 1969–2000    |
| ADO21  | Nachfolger des MGB | 1969–1970    | –            |
| ADO22  | Nachfolger des BMC ADO16 | 1967–1968    | –            |
| ADO23  | MGB | 1958–1962    | 1962–1974    |
| ADO24  | Austin-Healey 4000 | 1966–1968    | –            |
| ADO25  | 2,2 l-R6-Motor für BMC ADO17, Leyland Princess II und Wolseley 2200                                                                             | 1965–1972    | 1972–1978    |
| ADO26  | Austin-Healey 3000 Mark III | 1961–1963    | 1963–1968    |
| ADO27  | Facelift für BMC ADO17 | 1968–1970    | 1970–1975    |
| ADO28  | Morris Marina I | 1968–1971    | 1971–1980    |
| ADO30  | Nachfolger des Austin-Healey 3000 | 1966         | –            |
| ADO31  | MGA 1600 | 1988–1959    | 1959–1961    |
| ADO32  | 1,75 l-R4-Motor für BMC ADO14 und BMC ADO67 | 1965–1969    | 1969–1981    |
| ADO34  | Roadster vom Mini | 1960–1964    | –            |
| ADO35  | Coupé vom Mini | 1960–1964    | –            |
| ADO36  | Austin-Healey-Varianten von Mini-Coupé und -Roadster                                                                                            | 1960–1964    | –            |
| ADO37  | Vanden Plas Princess 3 Litre | 1959         | 1959–1964    |
| ADO38  | Austin A60 Cambridge, MG Magnette Mark IV, Morris Oxford Series VI, Riley 4/72 / Comet, Wolseley 16/60                                          | 1960–1961    | 1961–1971    |
| ADO39  | Nachfolger für Austin FX4 | 1967         | –            |
| ADO40  | Austin Freeway, Wolseley 24/80 | ?            | 1962–1967    |
| ADO41  | Austin Freeway Ute | ?            | –            |
| ADO42  | Austin Healey Sprite Mark II | 1960–1961    | 1961–1964    |
| ADO44  | Austin A40 Farina II | 1960–1961    | 1961–1968    |
| ADO46  | Austin A60 Cambridge Diesel, Morris Oxford Series VID                                                                                           | 1961         | 1961–1971    |
| ADO47  | MG Midget Mark I | 1961         | 1961–1964    |
| ADO49  | Pick-up für Austin A55 Cambridge, Austin A60 Cambridge, Morris Oxford Series V und Morris Oxford Series VI/VID                                  | ?            | frühe 1960er |
| ADO50  | Austin Mini Cooper/S, Innocenti Mini Cooper, Morris Mini Cooper/S                                                                               | 1961         | 1961–1971    |
| ADO51  | Nachfolger für Austin-Healey 3000 | 1962–1965    | –            |
| ADO52  | MGC | 1961–1967    | 1967–1969    |
| ADO53  | Austin A110 Westminster, Wolseley 6/110 | 1961         | 1961–1968    |
| ADO56  | MG Sport auf Basis des Mini | 1958–1959    | –            |
| ADO58  | Zusammenarbeit mit Rolls-Royce zum Bau eines Coupés                                                                                             | frühe 1960er | –            |
| ADO59  | Morris Minor 1000 (1,1 l) | 1962         | 1962–1971    |
| ADO61  | Austin 3-litre | 1962–1967    | 1967–1971    |
| ADO66  | Vanden Plas Princess 4 Litre R | 1964         | 1964–1968    |
| ADO67  | Austin Allegro, Innocenti Regent, Vanden Plas 1500/1750                                                                                         | 1968–1973    | 1973–1982    |
| ADO68  | "Projekt Condor": Coupés von Austin Allegro, Austin Maxi und Morris Marina                                                                      | 1969–1970    | –            |
| ADO69  | Nachfolger des Austin FX4 | 1970         | –            |
| ADO70  | Coupé vom Mini von Giovanni Michelotti | 1970         | –            |
| ADO71  | Austin 1800 und 2200, Morris 1800 und 2200, Wolseley Saloon, Leyland Princess und Princess 2                                                    | 1970–1975    | 1975–1982    |
| ADO73  | Morris Marina II, Morris Ital | 1972–1978    | 1978–1984    |
| ADO74  | Ant, Dragonfly, Ladybird (Superminis) | 1972–1973    | –            |
| ADO75  | MGB GT V8 | 1971–1972    | 1973–1976    |
| ADO76  | MGB Mark II | 1972–1974    | 1974–1980    |
| ADO77  | Morris Marina III | 1972–1975    | –            |
| ADO88  | Austin Metro (1. Versuch) | 1974–1978    | –            |
| ADO99  | Nachfolger des Austin Allegro | 1975–1977    | –            |

## YDO-Nummern
Obwohl auch Fahrzeuge für die BMC-Niederlassung in Australien unter ADO-Projektnummern entworfen wurden, verwendete diese Dependance ab 1962 eigene YDO-Nummern (YDO in Anlehnung an ADO) für ihre eigenen, rein australischen Projekte.
| Nummer | Projekt | Entwicklung | Produktion |
| ------ | --- | ----------- | ---------- |
| YDO1   | Morris Major Elite                                                                                         | ?           | 1962–1964  |
| YDO2   | Morris Major Elite (mit höherem Dach)                                                                      | ?           | –          |
| YDO3   | Austin Freeway Mark II, Wolseley 24/80 Mark II                                                             | ?           | 1964–1965  |
| YDO4   | Morris Mini (australische Version mit Kurbelfenstern und 848 cm³-Motor)                                    | ?           | 1965–1969  |
| YDO5   | Morris Mini Deluxe (australische Version mit Kurbelfenstern und 998 / 1.098 cm³-Motoren)                   | ?           | 1965–1971  |
| YDO6   | Morris Mini Cooper S (australische Version mit Kurbelfenstern, 1.275 cm³-Motor und Hydrolastic-Fahrwrk)    | ?           | ?          |
| YDO7   | Morris Mini Moke (australische Version mit 10"-Felgen)                                                     | ?           | 1966–1968  |
| YDO9   | Morris Nomad (Morris 1300 mit Heckklappe und 1.275 / 1.500 cm³-Motoren)                                    | ?           | 1969–1971  |
| YDO10  | Morris 1800 Utility                                                                                        | ?           | –          |
| YDO14  | Austin Kimberley Utility, Austin Tasman Utility                                                            | ?           | –          |
| YDO15  | Morris 1300/1500 Limousine                                                                                 | ?           | 1969–1971  |
| YDO18  | Leyland Mini Moke, Morris Mini Moke Mark II (australische Versionen mit 13"-Felgen)                        | ?           | 1968–1973  |
| YDO19  | Austin Kimberley, Austin Tasman                                                                            | ?           | 1970–1971  |
| YDO21  | Leyland Mini Clubman, Morris Mini Clubman (australische Versionen mit 998 cm³-Motor)                       | ?           | 1971–1978  |
| YDO22  | Leyland Mini Clubman Super, Morris Mini Clubman Super (australische Versionen mit 998 / 1.098 cm³-Motoren) | ?           | 1971–1978  |
| YDO23  | Morris Mini Clubman GT (australische Version mit 1.275 cm³-Motor)                                          | ?           | 1971–1973  |
| YDO24  | Leyland Marina, Morris Marina (australische Versionen mit 1.500 / 1.750 cm³-Motoren, auch als TC Coupé)    | ?           | 1972–1975  |
| YDO25  | Leyland Marina 2.6 (australische Version mit 2.600 cm³-Sechszylindermotor)                                 | ?           | 1973–1975  |
| YDO26  | Leyland P 76 Sedan                                                                                         | ?           | 1973–1976  |
| YDO27  | Leyland P 76 Estate                                                                                        | ?           | –          |
| YDO28  | Leyland P 76 Force 7 / 7V (Coupé)                                                                          | ?           | –          |